# Shaker Church
Shaker Church és una concentració de població designada pel cens dels Estats Units a l'estat de Washington. Segons el cens del 2000 tenia 787 habitants.

## Demografia
Segons el cens del 2000, Shaker Church tenia 787 habitants, 260 habitatges, i 215 famílies. La densitat de població era de 64,2 habitants per km².
Dels 260 habitatges en un 40% hi vivien nens de menys de 18 anys, en un 55,4% hi vivien parelles casades, en un 15,8% dones solteres, i en un 17,3% no eren unitats familiars. En el 14,2% dels habitatges hi vivien persones soles l'1,5% de les quals corresponia a persones de 65 anys o més que vivien soles. El nombre mitjà de persones vivint en cada habitatge era de 3,03 i el nombre mitjà de persones que vivien en cada família era de 3,21.
Per edats la població es repartia de la següent manera: un 30,9% tenia menys de 18 anys, un 8,4% entre 18 i 24, un 31,4% entre 25 i 44, un 22,7% de 45 a 60 i un 6,6% 65 anys o més.
L'edat mediana era de 34 anys. Per cada 100 dones de 18 o més anys hi havia 107,6 homes.
La renda mediana per habitatge era de 54.750 $ i la renda mediana per família de 57.946 $. Els homes tenien una renda mediana de 41.000 $ mentre que les dones 33.125 $. La renda per capita de la població era de 19.420 $. Aproximadament el 8,9% de les famílies i el 14,8% de la població estaven per davall del llindar de pobresa.

## Poblacions més properes
El següent diagrama mostra les poblacions més properes.